# Polopos (Almería)
Polopos es una localidad y pedanía española perteneciente al municipio de Lucainena de las Torres, en la provincia de Almería. Está situada en la parte suroriental de la comarca del Los Filabres-Tabernas. Cerca de esta localidad se encuentran los núcleos de la Venta del Pobre y Los Olivillos.

## Toponimia
El nombre de Polopos tiene su origen en la forma latina de chopo, populus. Así, comparte etimología con Pulpí.

## Demografía
Según el Instituto Nacional de Estadística de España, en el año 2020 Polopos contaba con 126 habitantes censados, lo que representa el 22,34% de la población total del municipio.

### Evolución de la población
| Gráfica de evolución demográfica de Polopos entre 2010 y 2020 |
|                                                               |
| Datos según el nomenclátor publicado por el INE.              |

## Comunicaciones

### Carreteras
La principal vía de comunicación que transcurre por esta localidad es:
| Identificador | Denominación           | Itinerario       |
| ------------- | ---------------------- | ---------------- |
| AL-5104       | De la A-1103 a Polopos | A-1103 - Polopos |

Algunas distancias entre Polopos y otras ciudades:
| Ciudades                | Distancia (km) |
| ----------------------- | -------------- |
| Lucainena de las Torres | 36             |
| Almería                 | 53             |
| Murcia                  | 172            |
| Granada                 | 198            |
| Jaén                    | 254            |

## Cultura

### Fiestas
Polopos celebra sus fiestas en torno al 24 de junio en honor a San Juan, patrón del pueblo.